# Домашня симфонія

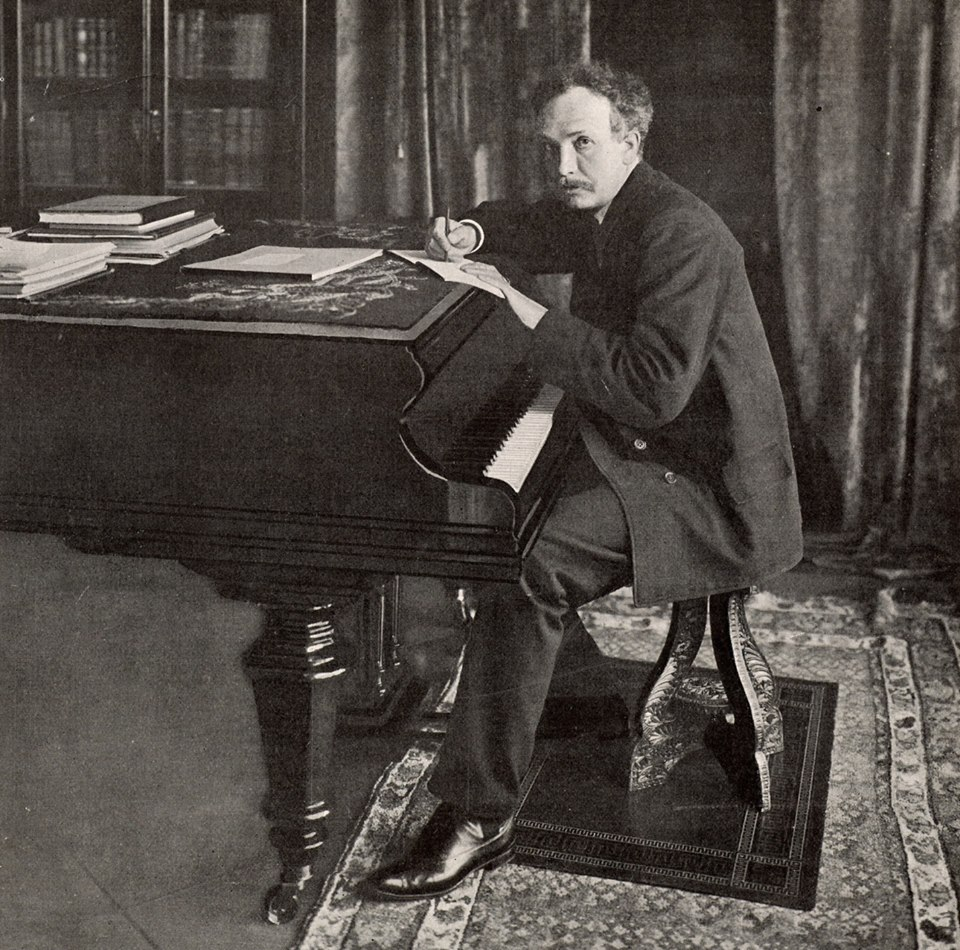
Штраус 1903

Домашня симфонія (Symphonia Domestica), тв. 53, це симфонічна поема для великого оркестру за Ріхарда Штрауса. Твір є музичним відображенням безпечного сімейного життя, яке так цінувалося самим композитором і, таким чином, гармонійно передає щоденні події із сімейного життя.

## Історія створення
У 1898 році Штраус став головним диригентом Королівської опери в Берліні. Саме в цей момент у його житті композитор зацікавився своєю особистою історією.  «Домашня симфонія»  була задумана як продовження іншого автобіографічного твору — симфонічної поеми «Життя героя» (Ein Heldenleben). Штраус говорив: «моя наступна симфонічна поема представлятиме день мого сімейного життя. Твір почасти ліричний, почасти гумористичний — потрійна фуга поєднає разом тата, маму і дитина».
Він працював над п'єсою до 1903 року, закінчивши її напередодні Нового року, в Шарлоттенбурзі.
Склад оркестру: пікколо, 3 флейти, 2 гобоя, гобой-Амур, англійський ріжок, кларнет-піколо, 3 кларнета (1 & 2 В B♭♭, 3), бас-кларнет в B♭♭, 4 фагота, контрафагот, 4 саксофони (сопрано, альт, баритон, бас), 8 валторн в f, 4 труби в F і C, 3 тромбона, туби, литаври, тенор барабан, бас-барабан, трикутник, тарілки, антикварні тарілки, бубни, дзвіночки, 2 арфи, і струнні.

## Структура

Штраус, його дружина і син, 1910

Програма твору відображає простоту художнього образу. Експозиція представляє всю розширену гаму сім'ї (включаючи тьоть і дядь), після чого чутно лише батьків із дитиною. Наступний розділ являє собою тричастинне Адажіо, що змальовує діяльність чоловіка. Коли годинники пробили 7 ранку — вступає фінал.
I. Експозиція першої групи тем
- Тема чоловіка (Фа мажор)

(a) Легка (gemächlich)
(b) Задумлива (träumerisch)
(c) Непривітна (mürrisch)
(d) Полум'яна (feurig) 
- Теми жінки (Сі мажор):

(a) Весела (sehr lebhaft)
(b) Grazioso
- Тема дитини (ре мінор):

Tranquil (ruhig)
II. Скерцо
Щастя батьків. Гра дитини.
Колискова [цитата із твору Ф. Мендельсона Op.19b, No. 6 «Venezianisches Gondellied»] (Годинник б'є сім ударів).
III. АдажіоДія і мислення. Сцени кохання. Мрії і турботи (годинник б'є сьому ранку)
IV. ФіналПробудження і весела суперечка (подвійна фуга). Радісна плутанина.
I. Тема
II. Тема

## Прем'єра

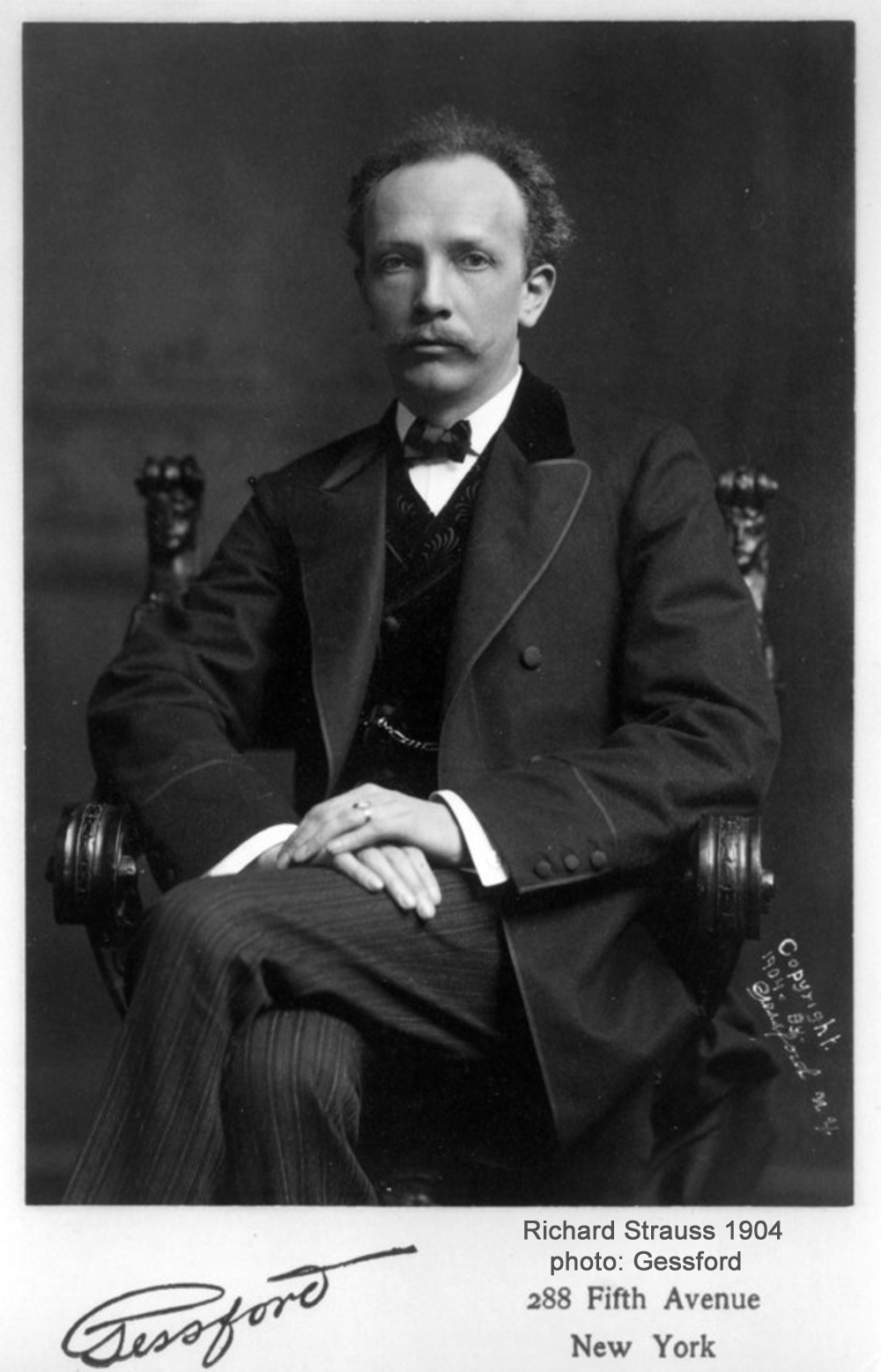
Р. Штраус, Нью-Йорк, 1904.

Прем'єра твору відбулася в 1904 році у Карнегі-Хол, спочатку була запланована на 9 березня, але була перенесена на 21 березня. Штраус провів з оркестром 15 репетицій.
Виступ пройшов з великим успіхом, і прем'єру було повторено в Нью-Йоркському торговому залі 16 і 18 квітня в присутності майже 6 тисяч осіб, за що автор отримав гонорар у розмірі $1000. Преса критикувала композитора за комерціалізацію сакрального мистецтва, проте Штраус відповів, що: «справжнє мистецтво облагороджує цей зал, і солідна плата для дружини і дитини — це не ганьба навіть для художника».

## Дискографія
| Диригент              | Оркестр                                 | Рік  |
| --------------------- | --------------------------------------- | ---- |
| Юджин Орманді         | Філадельфійський оркестр                | 1938 |
| Карл Шуріхт           | Оркестр оперного театру Ла Скала, Мілан | 1941 |
| Ріхард Штраусс        | Віденський філармонічний                | 1944 |
| Вільгельм Фуртвенглер | Берлінський філармонічний оркестр       | 1944 |
| Ріхард Штраусс        | ?                                       | 1947 |
| Франц Конвічний       | Державний оркестр Дрездена              | 1956 |
| Клеменс Краусс        | Віденський філармонічний                | 1952 |
| Фріц Райнер           | Чиказький симфонічний оркестр           | 1956 |
| Джордж Селл           | Клівлендський оркестр                   | 1957 |
| Димітріс Мітропулос   | Віденський філармонічний оркестр        | 1957 |
| Зубін Мета            | Лос-Анджелесі філармонічний оркестр     | 1968 |
| Рудольф Кемпе         | Staatskapelle Дрезден                   | 1972 |
| Герберт фон Караян    | Оркестр Берлінської філармонії          | 1973 |
| Лорін Маазель         | Оркестр Віденської філармонії           | 1983 |
| Зубін Мета            | Оркестр Берлінської філармонії          | 1985 |
| Нееме Ярві            | Шотландський національний оркестр       | 1986 |
| Жерар Шварц           | Оркестр Сіетлу                          | 1988 |
| Edo de Waart          | Оркестр штату Міннесота                 | 1990 |
| Wolfgang Sawallisch   | Філадельфійський оркестр                | 1993 |
| Лорін Маазель         | Оркестр Баварського радіо               | 1995 |
| Андре Превін          | Віденський філармонічний оркестр        | 1995 |
| Владімір Ашкеназі     | Чеський філармонічний оркестр           | 1997 |
| Девід Зінман          | Цюрих оркестр Тонхалле                  | 2002 |
| Антоні Віт            | Веймарський державний оркестр           | 2009 |
| Марек Яновський       | Rundfunk-Sinfonieorchester, Берлін      | 2015 |

Існує також версія для двох фортепіано, яку записали Марта Аргерих і Олександр Рабінович  у 1995 році на студії teldec.

## Джерело
Передмова до видання Ернста Краузе.